# Pardosa warayensis
Pardosa warayensis là một loài nhện trong họ Lycosidae.
Loài này thuộc chi Pardosa. Pardosa warayensis được Alberto Barrion & James A. Litsinger miêu tả năm 1995.